# Åke Steen
Ernst Åke Steen, född 4 juli 1910 i Stockholm, död 17 mars 2000 i Ekerö församling, Stockholms län, var en svensk trädgårdsarkitekt.
Efter praktik vid bland annat Norrvikens trädgårdar utexaminerades Steen från Kungliga Lantbruksakademiens trädgårdsskola 1936. Han erhöll direktör Gustaf Linds stipendium för utlandsvistelse och var anställd på avdelningen för trädgårdsanläggningskonst vid Firma Späth i Berlin. Han avlade hortonomexamen 1939, var anställd på Sven Hermelins och Inger Wedborns arkitektkontor 1939–1942, assistent till stadsträdgårdsmästare Victor Anjou i Helsingborgs stad 1942–1945 och biträdande arkitekt vid Stockholms stads gatukontors parkavdelning 1945–1949, samtidigt som han var lärare i trädgårdsanläggningskonst vid Experimentalfältets trädgårdsskola. Han var slutligen stadsträdgårdsmästare i Malmö stad/kommun 1949–1975. Han medverkade till många park- och grönområden och startade även Pildammsteatern i Malmö.
Steen var ordförande i Föreningen för kommunal park- och naturvård, sekreterare i Malmöhus läns trädgårdsförening och styrelseledamot i Malmö förskönings- och planteringsförening. Han prisbelönades i flera tävlingar samt var prisdomare vid trädgårdsutställningar i Sverige och utrikes. Han skrev böcker och artiklar i fackpressen och medverkade vid olika typer av utställningar. Han tillhörde under sina sista år Ekebyhovsgruppen och fick vid två tillfällen Ekerö kommuns kulturstipendium.